# Pierre Passot
Pour les articles homonymes, voir Passot.

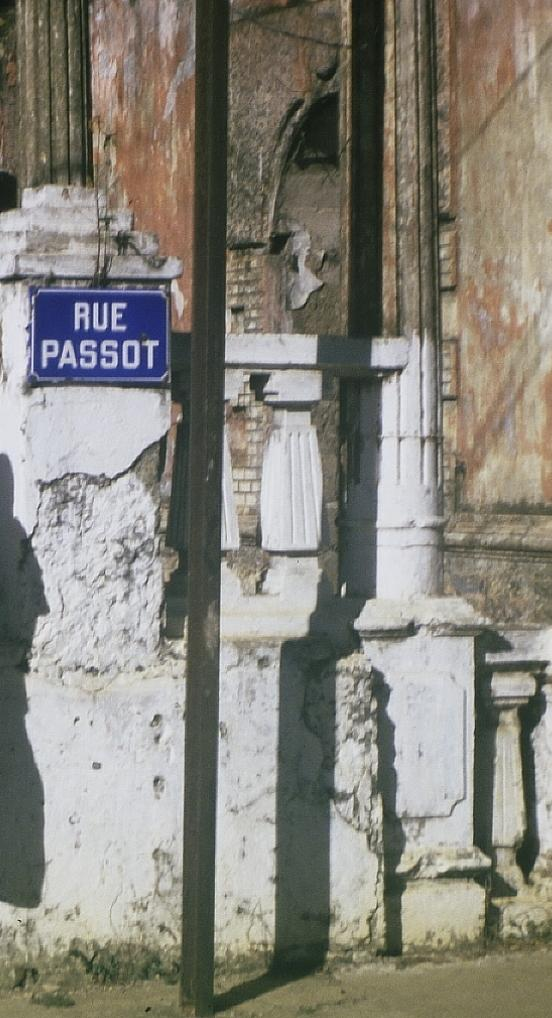
Rue Passot à Hell-Ville, Madagascar.

Pierre Passot, né le 29 novembre 1806 à Cluny (Saône-et-Loire) et mort le 27 septembre 1885 à Pressigny (Loiret), est un officier et administrateur colonial français.

## Biographie
Il appartient d'abord au corps de l'artillerie de marine, au sein duquel il est successivement nommé sous-lieutenant au sein de la 4e compagnie d'ouvriers affectée à la Martinique le 19 octobre 1829, puis lieutenant en second (dans la même affectation) le 19 octobre 1832, et enfin lieutenant en premier par ordonnance du 26 septembre 1836. Il change d'arme pour passer dans l'infanterie de marine lors de sa promotion au grade de capitaine le 18 janvier 1839, et est affecté à l'état-major de l'île de La Réunion. Il épouse le 8 décembre 1840 à Saint-Benoît une créole réunionnaise, Isabelle Seré de la Villemarterre.
Arrivé à bord du navire de guerre la Prévoyante, le capitaine Passot place l'île de Nosy Be (Madagascar) sous la protection de la France le 14 juillet 1840, après en avoir fait la proposition à son supérieur le contre-amiral Anne Chrétien Louis de Hell, gouverneur de l'île Bourbon (La Réunion).
Il ancre en 1841 le navire de guerre le Colibri dans le Sud de Nosy Be et signe avec la reine Sakalava Bemihisatra Tsiomeko un traité par lequel elle cède définitivement la totalité de l'île à la France. Ce traité a pour but de soustraire l'île de l'influence merina alors grandissante, et de fournir aux Français un port dans le canal de Mozambique. Pierre Passot fonde le chef-lieu de Nosy Be et le baptise Hell-Ville, du nom de son supérieur l'amiral de Hell, Gouverneur de la Réunion.
Le 25 avril 1841, le sultan Andriantsoly, roi sakalave, cède l'île de Mayotte dans l'archipel des Comores à la France représentée par le capitaine Passot. Ce dernier l'acquiert contre une rente viagère personnelle de 1000 piastres. La vente est entérinée par le roi Louis-Philippe de France en février 1843.
Le 13 juin 1843, le capitaine Passot prend possession de l'île de Mayotte au nom du roi. La population de Mayotte s'élève alors à 3 000 habitants.
Par deux ordonnances en date du 21 décembre 1844, le capitaine Passot est élevé au grade de chef de bataillon d'infanterie de marine et nommé commandant supérieur de Mayotte et dépendances. Toutefois, il ne prend effectivement ses fonctions à Mayotte qu'à compter du 5 janvier 1846.
En 1848, il prend le titre de commissaire de la république. Le 1er juillet 1848, le commandant Passot promulgue l'arrêté local qui proclame la liberté des esclaves de Mayotte.
Relevé par le chef de bataillon Livet en décembre 1849, il rentre en métropole. Il est admis à la retraite d'ancienneté en 1853 et se retire alors à Nantes. Pierre Passot était officier de la Légion d'honneur depuis 1850.
Un volcan de Nosy Be a été baptisé Mont Passot en sa mémoire. Une rue de Hell-Ville, chef-lieu de Nosy Be, porte également son nom.